# Голуб (геральдика)
Голуб — не тільки християнський символ у геральдиці як особлива форма зображення Святого Духа, але й загальна фігура та геральдична тварина.
Як символ він обраний французьким лицарським орденом Ордена Святого Духа і він зображений на передній частині зеленого емальованого центрального щита. Голуб миру втілює символ миру і часто зображений на гербі срібним у вигляді птаха з гілкою в дзьобі — як у Тороксентміклуш у щиті та клейноді — або стилізований з тим же наміром в Айзенхюттенштадті. Голуб є атрибутом святої Адельгундис. Як символ святої він з'являється на гербі Вібельсгайма. Голуб зі стрілою є гербом моравського шляхетського роду Странецьких фон Странець, і його можна знайти, серед іншого, на гербі муніципалітету Странецька Жогрж.
Особливим зображенням є голуб, що летить вертикально, рідше від кута герба, донизу з широко розкритими крилами (політ спрямований до основи щита) і маленькою краплею (ампулою) перед дзьобом. Стандартним геральдичним кольором голубів є срібло, рідше золото. Цей голуб символізує легенду про святу ампулу. Пізніше, на згадку про хрещення Хлодвіга I, франкського короля з династії Меровінгів, кажуть, що на цьому королівському святі в Реймсі з неба дивовижним чином впав голуб і ніс пляшку, наповнену олією. Звідси з'явилася легенда про заснованого Хлодвігом І Ордена Святої Ампули, як лицарського ордену у Франції.
У муніципалітеті Арка на гербі зображено промовисту сцену з Біблії. Голуб є єдиним геральдичним зображенням на гербі Турецької Республіки Північного Кіпру та гербі Республіки Кіпр.
Японська символіка знає голуба як талісман щастя. Добре відомий герб островів Фіджі, де він знаходиться в нижньому полі спереду (геральдично праворуч).
У зображенні дракона-голуба як містичної геральдичної тварини, що складається з голуба та дракона, це гібридна істота. Обидві форми голубів не дуже поширені.

Голуб зі святою краплею (амупулою)
Голуб символізує Святий Дух у Бад-Вальдзеє-Міттелурбах
Голуби на гербі Галле-Нойштадта
Герб Пфеферса
Голуб у гербі Вібельсгайма
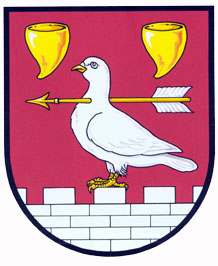
Герб Странецька Жор
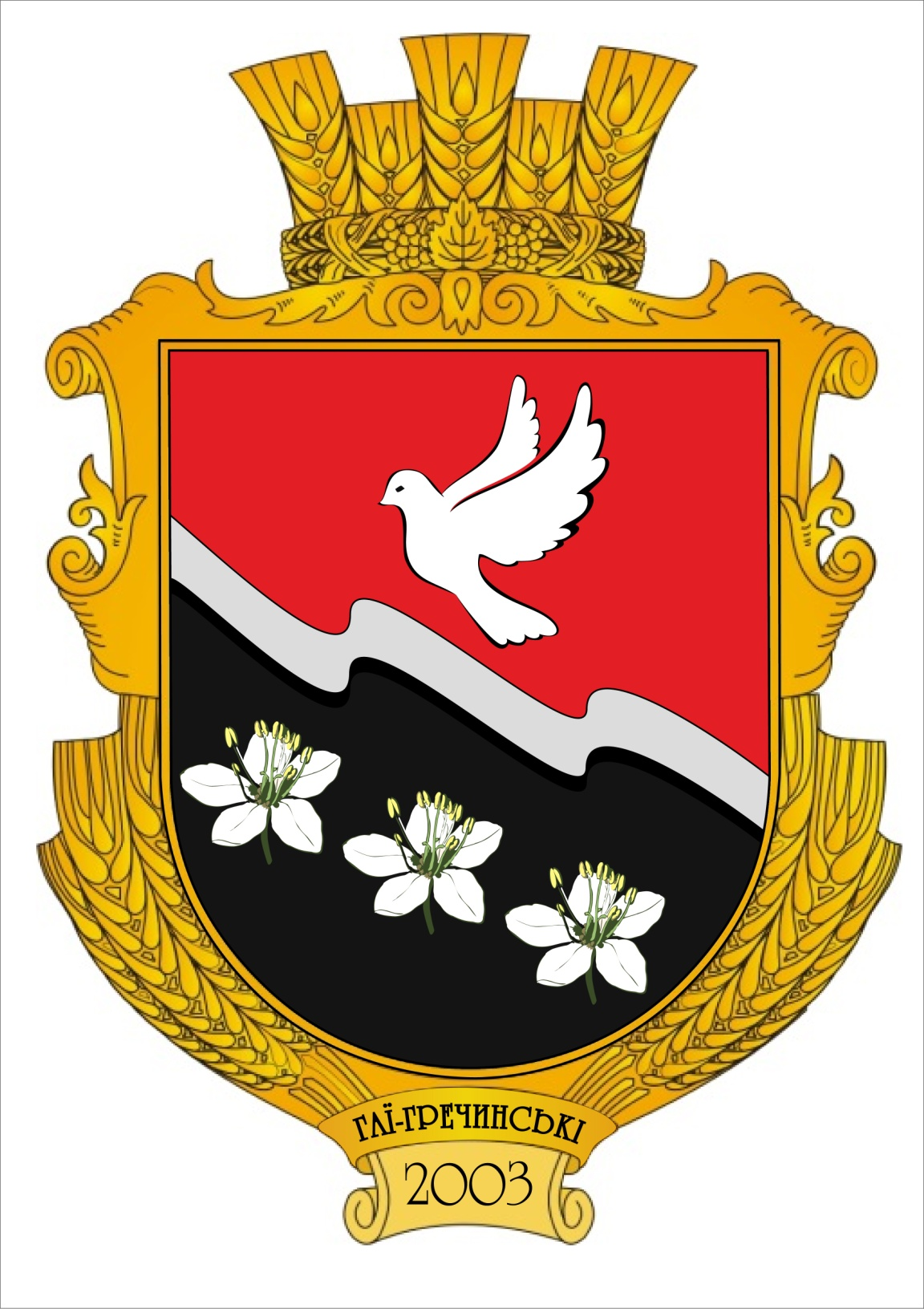
Гаї-Гречинські
Шкільне
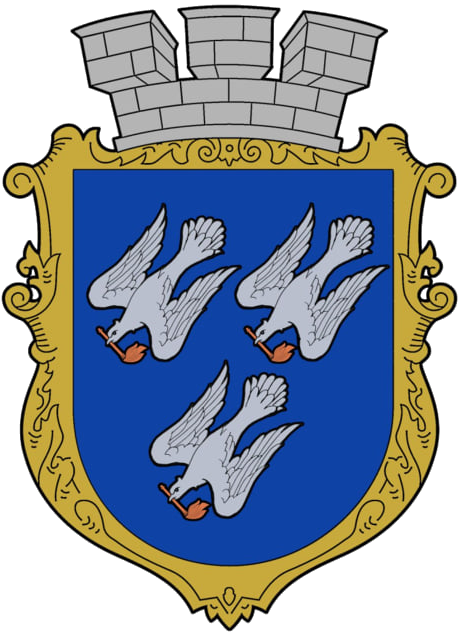
Радомишль
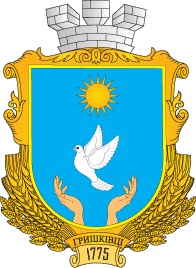
Гришківці
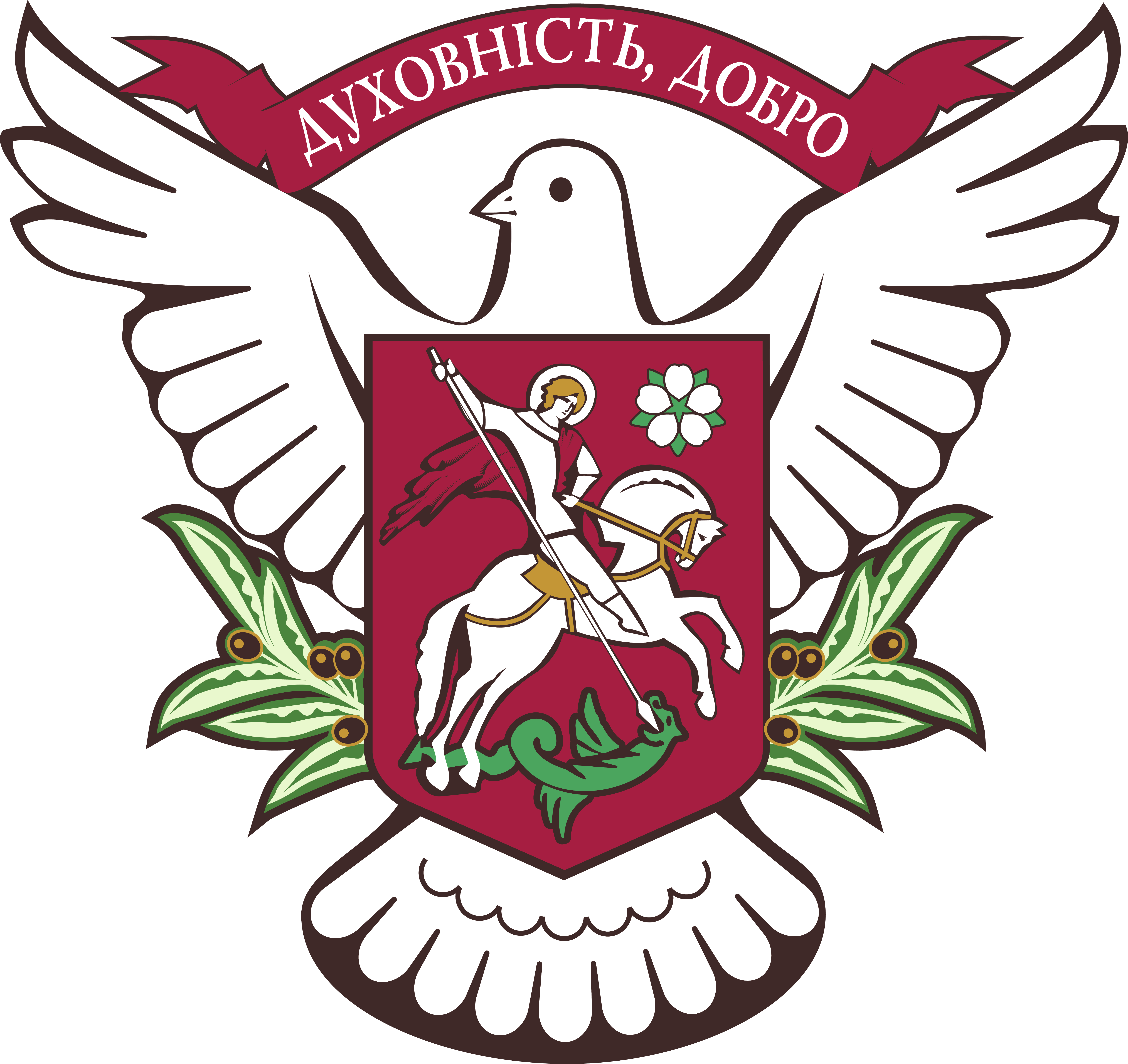
Вишневе (місто)
Святослав (Шевчук)

## Приклади гербів
- Бад-Рагац
- Дейвен
- Бюттель (Локштедт)
- Айнзінген, Айзенгюттенштадт
- Фріденсдорф
- Готтесцель
- Пфаффен-Берфурт
- Таубенхайм/Шпрее
- Вегшайд